# Långsporig porina
Långsporig porina (Porina guentheri) är en lavart som först beskrevs av Flot., och fick sitt nu gällande namn av Alexander Zahlbruckner. Porina guentheri ingår i släktet Porina och familjen Porinaceae.  Utöver nominatformen finns också underarten lucens.
I den svenska databasen Dyntaxa används istället namnet Pseudosagedia guentheri för samma taxon.  Arten är reproducerande i Sverige.